# Kościół ewangelicki w Olbrachcicach
Kościół ewangelicki w Olbrachcicach – kościół w Olbrachcicach, w kraju morawsko-śląskim w Czechach, należący do miejscowego zboru Śląskiego Kościoła Ewangelickiego Augsburskiego Wyznania.

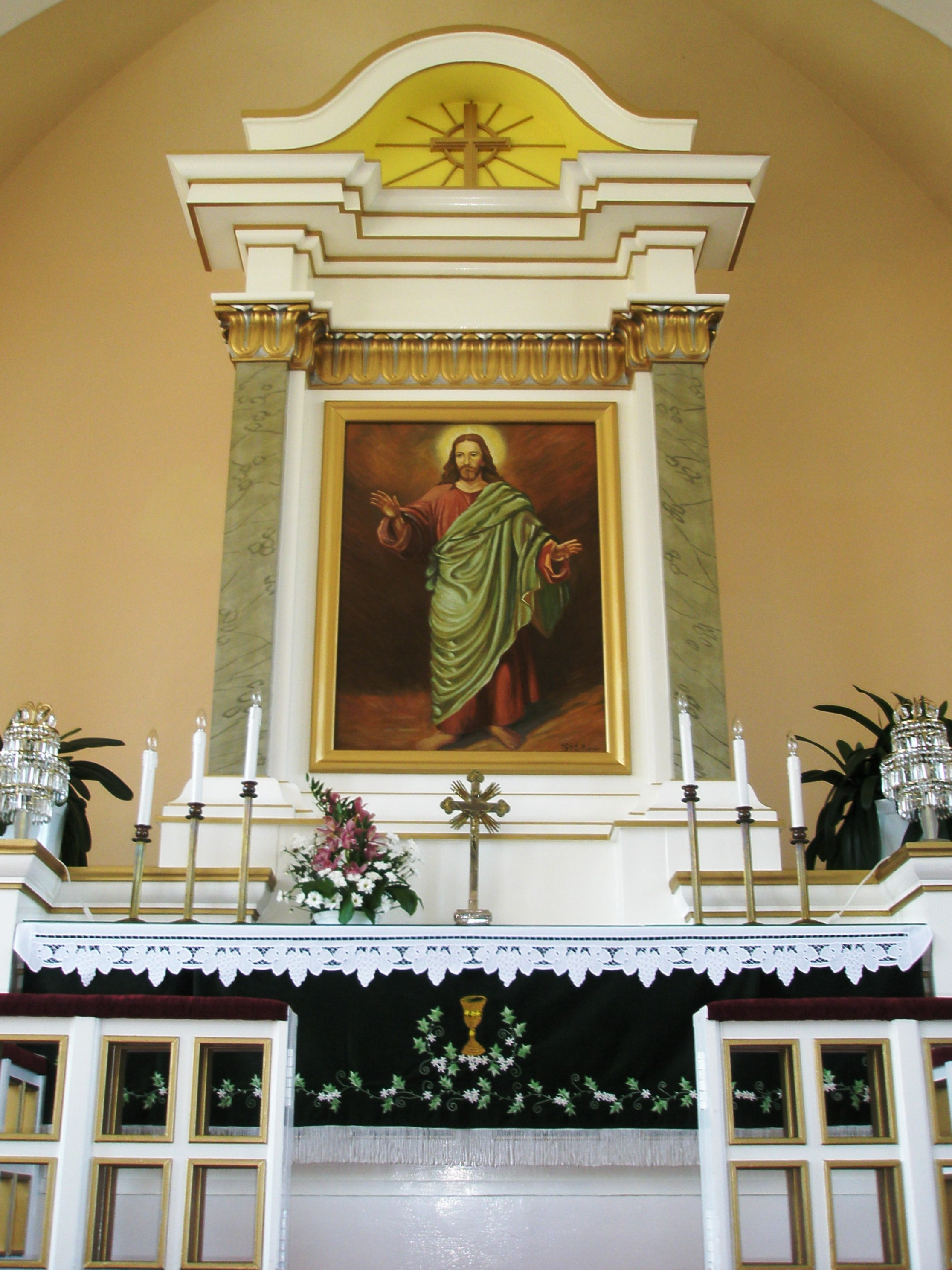
Ołtarz

## Historia
Pierwszy kościół ewangelicki powstały w Olbrachcicach służył wiernym do 26 marca 1654 roku, kiedy to w wyniku kontrreformacji został on im odebrany i przekazany katolikom.
Od 1709 roku ewangelicy olbrachciccy należeli do parafii w Cieszynie i uczęszczali do Kościoła Jezusowego. W 1860 roku założono gminę szkolną w Olbrachcicach, która w 1862 roku wybudowała szkołę. W późniejszym czasie stała się ona również miejscem prowadzenia nabożeństw, a w Olbrachcicach powołano stację kaznodziejską.
Dzięki staraniom zborowników w 1946 roku rozpoczęto budowę kościoła. Prace zakończono w 1948, dwa lata przed utworzeniem tutaj samodzielnego zboru.
Kościół posiada 210 miejsc siedzących. Znajdują się tutaj organy pneumatyczne wyprodukowane przez zakłady Varhany Krnov w Krnovie.
W latach 2003–2004, w wyniku nadbudowy przylegającego do kościoła budynku mieszczącego salę parafialną, pozyskano nowe pomieszczenia dla dzieci i młodzieży.

## Literatura
- CHOJECKA, Ewa: Silesia incognita. Architektura kościołów ewangelickich Górnego Śląska 1945-2017. Bielsko-Biała, 2020.